# Sergio Fernández Tamayo
Sergio Fernández Tamayo (28 de marzo de 1991) es un futbolista español que juega en la MTK Budapest FC en Hungría como delantero. 

## Clubes
| Sociedad Deportiva Logroñés | España  | 2012-2014 |
| MTK Budapest FC             | Hungría | 2014-2015 |
| Sociedad Deportiva Logroñés | España  | 2015-     |